# Le Droit à l'amour
Pour plus de détails, voir Fiche technique et Distribution.
Le Droit à l'amour (Class) est un téléfilm américain réalisé par David S. Cass Sr. et diffusé le 14 août 2010 sur Hallmark Channel.

## Synopsis
Un jeune homme prétentieux, Will Sheffield s'apprête à terminer ses études de droit lorsqu'un professeur lui demande, pour boucler son dernier semestre, de défendre Kylie Burch, une cliente sans ressources. Le jeune homme, poussé par son père, qui souhaiterait qu'il se spécialise comme lui dans le droit des entreprises, n'est pas très intéressé par cette mission, et sa rencontre avec Kylie se révèle houleuse. Pour l'aider, il faut qu'il comprenne sa situation de mère célibataire et de son fils Shane Burch de 7 ans qui est asthmatique et très souvent malade…

## Fiche technique
- Titre original : Class
- Réalisation : David S. Cass Sr. (en)
- Scénario : Pamela Wallace
- Durée : 84 minutes
- Pays : États-Unis

## Distribution
- Jodi Lyn O'Keefe (VF : Barbara Delsol) : Kylie Burch
- Justin Bruening (VF : Nicolas Djermag) : Whitt (Will en VF) Sheffield
- Constance Marie (VF : Céline Monsarrat) : Victoria Corrales
- Eric Roberts (VF : Guy Chapellier) : Benjamin Sheffield
- Ryan Carnes (VF : Pascal Nowak) : Alex Bianco
- Catherine Mary Stewart (VF : Pauline Larrieu) : Julia Sheffield
- Maxwell Perry Cotton (VF : Tom Trouffier) : Shane Burch
- Lauren Glazier (en) (VF : Laura Zichy) : Jennifer Burch
- Margaret Easley (en) (VF : Véronique Augereau) : Ellen Garrison
- Darlene Kardon : Mme Madison
- Denise Dowse (en) : Patty Allen
- Lorena Mena : l'infirmière Tanaka
- Eli Goodman (en) : Dr Franklin
- Rachel Avery (en) : Meg
- Lou Richards (en) : M. Pennington
- John Brantley Cole : Dr Mana
- Tom Virtue : Hennesy
- Angela Bullock : l'infirmière Carter

 Source et légende : version française (VF) sur RS Doublage